# Cañón del Vellos
El cañón del río Vellos (en aragonés, «congosto d'as Cambras») es un profundo barranco excavado en la roca caliza por el río Bellos. Situado al sur del parque nacional de Ordesa y Monte Perdido, recorre unos 14 km en dirección sureste, desde la terminación del cañón de Añisclo hasta la localidad de Escalona (Aragón, España).
Por todo su trayecto discurre una estrecha carretera asfaltada, que en verano solo es transitable en el sentido ascendente desde Escalona. Muy cerca de esta localidad, también se halla una fuente termal que mana justo en el cauce del barranco y al que se accede por una larga y empinada escalera.
Su nombre autóctono, «congosto d'as Cambras» (que significa literalmente «estrecho de las salas»), hace alusión a las cavidades naturales que la erosión ha producido en las paredes calcáras del cañón, algunas de las cuales (al modo corriente en la comarca de Sobrarbe) tienen su propio espacio en la mitología tradicional de la comarca, atribuyéndoseles el haber sido habitadas por seres mitológicos en tiempos antiguos y recientes.
- Datos: Q2936925